# Destron
Destron es el nombre de una malvada organización de la serie Kamen Rider V3. No confundir con los malvados Decepticons de las series de Transformers.

## Biografía
Destron era una malvada organización que planeaba conquistar el mundo, sembrando el terror y la destrucción. Destron fue formada por el Misterioso gran Líder, único sobreviviente de Gel-Shocker. Destron tenía bases en el mundo entero, lo que facilitaría, pero sus Cuartele Gnerales están en Japón. El primer Kaijin de Destron es el Ejército Mecánico, que sigue las órdenes del Doctor G, de la División Alemana de Destron, que se traslada a Japón para combatir a Kamen Rider V3

## Miembros
- El Gran Líder de Destron: Es el líder de la organización. Tras su fracaso con Gel-Shocker, se presenta con una nueva organización, nuevamente de incógnito. En el último episodio, se presenta como un Esqueleto Móvil, que demanda ser el Dios de la Muerte. Destruido por V3
- Doctor G (13-30)/Kani Laser (30): El Primer General de Destron, toma a cargo la Disvisión Armada de Destron. Siempre pronuncia el nombre de su enemigo como "¡Kamen Raiiiiiidâ V3!". Después de numerosas fallas, Doctor G convoca a los espíritus de la muerte, que lo transforman en Kani Laser, para una Batalla Final con Kamen Rider V3. Después de una Heroica Batalla, es destruido por la V3 Tailspin Return Kick.
- Baron Kiba (31-35)/Mamut Vampirico (35): El sucesor del Doctor G y el Líder del Clan Colmillo. Sus Poderes son de Origen Mágico. Sus monstruos están basados en Animales Salvajes. Después de que la Tribu colmillo sea derrotada por Kamen Rider V3, Baron Kiba convocó a los Espíritus de Doovoo para conseguir el poder que lo transformaría en Mamut Vampirico, con lo que se vengaría de V3 en su Batalla Final. Es destruido por la V3 Revolving Triple Kick.
- Arzobispo Tsubasa (36-40)/Murciélago Zombie (40, 52): El sucesor de Barón Colmillo y líder de la División Voladora. Sus monstruos están basados en criaturas. Arzobispo Alado se transforma en Murciélago Zombi, para combatir contra Kamen Rider V3. Es destruido por la V3 Mach Kick.
- Mariscal Yoroi (41-52)/Zariganna (51-52): El último general de Destron a cargo en Japón. Sus monstruos están basados en criaturas armadas. Pronuncia Destron como "Deeeaaaastron". Mariscal Yoroi se transforma en Zariganna en la Batalla Final contra Kamen Rider V3. Es destruido por El Gran Líder de Destron, cuando Mariscal Yoroi fue a pedirle ayuda, tras perder su pelea con V3

## Kajin de Destron
El Kaijin de Destron se divide en distintos grupos: El Ejército Mecánico, la Tribu Colmillo, la Unidad Alada, y la División Armada.

### Ejército Mecánico
Es el primer grupo de Destron, liderado por el Gran líder y luego por el Doctor G:
- Scissors Jaguar (1-2)
- Turtle Bazooka (1-2)
- Squid Fire (3-4)
- Television Fly (3-4)
- Machine Gun Snake (5)
- Hammer Jellyfish (5-6)
- Knife Armadillo (7-8)
- Electric Saw Lizard (7-8)
- Lens Ant (9-10, película)
- Destron Hell Corps (9)
- Razor Starfish (9-10)
- Pickel Shark (11-12, película)
- Drill Mole (11-12, película)
- Magnet Wild Boar (13, película)
- Toad Boiler (14, película)
- Burner Bat (15, película)
- Missile Gecko (16, película)
- Spray Mouse (17-18, película)
- Chain-Sickle Ladybug (17-18, película)
- Porcupinefish Apache (19)
- Guillotine Saurus (20-21, película)
- Poison Needle Spider (20-21, película)
- Spear Gun Sea Lion (22
- Cannon Buffalo (película)
- Propeller Rhinoceros Beetle (23)
- Cockroach Spike (24)
- Destron Ranger Corps (25-26)
- Boomerang Mantis (25)
- Heater Cicada (26)
- Ring Throwing Stag Beetle (27-28)
- Camera Mosquito (29)

### Tribu Colmillo
Es el grupo de Destron liderado por el Barón Kiba:
- Skull Wild Boar (31)
- Will-o'-the Wisp Walrus (32, 52)
- Snow Wolf (33)
- Primordial Smilodon (34)

### Unidad Alada
Es el grupo de Destron liderado por el Arzobispo Tsubasa:
- Flame Condor (36)
- Tree in the Clouds Flying Squirrel (37)
- Murderous Poison Moth (38)
- Man-Eating Banana Plant (39, 52)

### Division Armada
Es el grupo de Destron liderado por Mariscal Yoroi:
- Garumazillon (41)
- Snail Burā (42)
- Sickle Neck Turtle (43-44)
- Rhinoceros Tank (45-46)
- Coelacanth Kid (47)
- Ogre Starfish (48)
- Chameleon (49)
- Vampire Chameleon (50)